# Pseudinca marmoratus
Pseudinca marmoratus är en skalbaggsart som beskrevs av Leon Fairmaire 1895. Pseudinca marmoratus ingår i släktet Pseudinca och familjen Cetoniidae.

## Underarter
Arten delas in i följande underarter:
- P. m. obscurus
- P. m. roseipennis